# Juin 1848

## Événements
- Bakounine participe au Congrès panslave de Prague.

- 2 juin :
  - France : la loi d'exil est abrogée pour Louis Bonaparte.
  - Congrès de Prague. Le premier congrès panslave, réuni à Prague, proclame sa fidélité aux Habsbourg sur la base d’un État fédéral.

- 4 juin - 5 juin, France : élections complémentaires à la Constituante, où entrent Thiers, le général Changarnier, Proudhon, Victor Hugo et Louis-Napoléon Bonaparte. L'Assemblée, après débat, valide l'élection de Louis-Napoléon Bonaparte mais celui-ci démissionne par souci d'apaisement[1]. Le premier projet de Constitution de la commission est lu à l'Assemblée et transmis pour examen aux bureaux de celle-ci.

- 5 juin : diète croate.

- 9 juin, Moldavie-Valachie : Radulescu lit la Proclamation d’Izlaz, qui revendique l’abolition du protectorat étranger, l’élection du prince pour cinq ans par une assemblée représentative de l’ensemble de la population, l’émancipation des Juifs et des Tziganes. Un gouvernement provisoire est aussitôt constitué (Bălcescu, Rosetti, Golescu).

- 10 juin, France : Victor Hugo se rend, pour la première fois, à la Constituante.

- 11 juin, Moldavie-Valachie : l’agitation gagne Bucarest. Le prince Georges III Bibesco, par hostilité envers la Russie, accepte la Proclamation d’Izlaz et désigne à son tour un gouvernement provisoire, puis abdique et se retire en Transylvanie.

- 12 - 27 juin : Alfred, Prince de Windisch-Graetz, gouverneur de Bohême, assiège et bombarde Prague qui capitule.

- 14 juin, France : élu député aux élections complémentaires du 4 juin, Louis Bonaparte renonce à son mandat.

- 15 juin, France : les révoltés d'Ajain étaient des paysans creusois qui le 15 juin 1848 se sont révoltés contre l'impôt des 45 centimes et ont marché sur Guéret, préfecture du département de la Creuse dans la région Nouvelle-Aquitaine. 16 d'entre eux furent tués par la garde nationale de Guéret.

- 20 juin, France : à la Constituante, discours de Victor Hugo « sur les Ateliers nationaux ».

- 21 juin, France :
  - le gouvernement décide de supprimer les Ateliers nationaux;
  - un décret de la Commission exécutive ordonne aux ouvriers de 17 à 25 ans de s'enrôler dans l'armée et aux autres de se tenir prêts à quitter la capitale, ce qui équivaut à dissoudre les Ateliers nationaux. Le soir même, des rassemblements d'ouvriers se forment, un cortège se dirige vers la Bastille;
  - la Constituante approuve la dissolution des Ateliers nationaux.

- 23 juin - 26 juin, France : journées de Juin, insurrection ouvrière à Paris réprimée par l'armée commandée par le général Louis Eugène Cavaignac (5 000 ouvriers morts, 11 000 arrestations). L'état de siège n'est levé que le 19 octobre.

- 23 juin, France : les quartiers Est de la capitale se couvrent de barricades. À midi, début de l'insurrection; vers une heure première barricade à la Porte Saint-Denis. Dans l'après-midi et la nuit formation d'une sorte de forteresse fermée et criblée de barricades des rues Saint-Jacques, Saint-Denis, faubourg Saint-Denis et Poissonnière jusqu'au mur d'octroi. (Rémusat T4 p 335). Alexis de Tocqueville assiste aux combats de rue qui font de nombreux morts chez les insurgés comme chez les défenseurs de l'ordre.

- 24 juin, France :
  - l'Assemblée exige la démission de la Commission exécutive et confie les pouvoirs militaires au général Cavaignac, ministre de la Guerre. L'état de siège est proclamé à Paris - Tocqueville, par « horreur pour la tyrannie militaire », vote contre ce paragraphe du décret, mais le regrette aussitôt. Au cours des journées de juin, 4 000 insurgés et 1 600 soldats ou gardes ont été tués au combat, 1 500 insurgés exécutés sommairement et on dénombre 11 000 internés;
  - en dehors de combats sur place un peu partout, dans la matinée reprise du Panthéon (Rémusat T4 p 335);
  - Victor Hugo est l'un des soixante commissaires spécialement nommés par la Constituante pour rétablir l'ordre dans Paris. Il paie de sa personne en entraînant la garde mobile au feu;
  - les insurgés occupent pacifiquement la maison de Victor Hugo, place des Vosges. On a dit à Hugo qu'elle a été incendiée, l'a-t-elle vraiment été ?

- 25 juin, France : suite de la répression. Aux premières heures, début de l'attaque générale par Lamoricière au nord, Bedeau au centre, reprise de tout le quartier de l'Hôtel de ville jusqu'à la Bastille et de tous les quartiers du nord. Seul, le faubourg Saint-Antoine résiste jusqu'au soir. Dans la nuit descente progressive des troupes de Lamoricière par les quartiers de l'est pour tourner le faubourg Saint-Antoine (Rémusat T4 p 335)
  - Assassinat du général Bréa à la barrière de Fontainebleau, mort des généraux Duvivier et Négrier.

- 26 juin :
  - Moldavie-Valachie : les deux gouvernements fusionnent sous la présidence du métropolite Neofit qui exerce le pouvoir pendant un mois. Il adopte le drapeau tricolore bleu-jaune-rouge, supprime les titres de noblesse, crée une garde nationale, abolit la peine de mort. Des oppositions apparaissent entre conservateur et libéraux à propos de l’émancipation des paysans. Balcescu fait créer une « commission de la propriété » pour régler le problème.
  - France :
    - à la fin de la nuit échec de pourparlers : à 11 heures capitulation des insurgés. (Rémusat T4 p 335);
    - ultime résistance du faubourg Saint-Antoine. On exécute massivement les insurgés. On arrête et on déporte sans jugement. Cavaignac triomphe;
    - Mgr Affre, archevêque de Paris, tente, face aux insurgés, de leur faire entendre raison. Il est touché d'une balle dans le dos à la Bastille (on dira : une balle perdue). Il meurt dans la nuit.

- 27 juin, France : décret sur la transportation des insurgés de juin 1848.

- 28 juin, France :
  - la commission exécutive est remplacée par Louis Eugène Cavaignac, ministre de la guerre nommé président du Conseil après avoir écrasé l’émeute et dissous les ateliers. Il forme un ministère de tendance républicaine modérée;
  - restriction de la liberté de la presse, fermeture des clubs les plus révolutionnaires, rétablissement des droits de timbre. Louis Blanc et Albert s’exilent en Angleterre (fin en 1870).

- 29 juin :
  - Empire d'Autriche : l'archiduc Jean devient vicaire d'Empire.
  - France : le ministère Cavaignac est remanié.

## Naissances
- 7 juin : Paul Gauguin, peintre français à Paris, mais il passe son enfance au Pérou († 9 mai 1903).
- 11 juin : Henry de Vaujany (mort en 1893), égyptologue français.
- 21 juin : Christian Ernst Stahl (mort en 1919), botaniste allemand.